# Bryodemacris uvarovi
Bryodemacris uvarovi är en insektsart som först beskrevs av Bei-bienko 1930.  Bryodemacris uvarovi ingår i släktet Bryodemacris och familjen gräshoppor. Inga underarter finns listade i Catalogue of Life.